# Václav Šára (General)

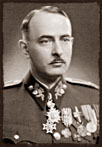
Václav Šára

Václav Šára (* 27. März 1893 in Struhaře, heute Ortsteil von Spálené Poříčí; † 1. Oktober 1941 in Prag) war ein tschechoslowakischer Soldat, Legionär und Brigadegeneral (Divisionsgeneral in memoriam) in der Tschechoslowakischen Armee. Er war als führendes Mitglied der Widerstandsgruppe Obrana národa eine Persönlichkeit des tschechoslowakischen Widerstandes 1939–1945 gegen den Nationalsozialismus.

## Leben
Nach einem allgemeinen Studium trat Šára 1913 in die Armee und besuchte eine Offiziersschule in Innsbruck. Nach dem Kriegsausbruch wurde er an die russische Ostfront abkommandiert, wo er in russische Gefangenschaft geriet und schließlich in die Tschechoslowakischen Legionen eintrat. In ihren Reihen kämpfte er unter anderem in der Schlacht bei Zborów; nach einigen Verletzungen und weiteren Kämpfen kehrte Šára schließlich 1920 in die Tschechoslowakei zurück.
Nach 1920 besuchte Václav Šára Lehrgänge für Generalstabsoffiziere und nahm ein Studium an der Vysoká škola válečná (Kriegshochschule) in Prag auf. Danach hatte er einige Befehlshaberpositionen inne, vor allem bei Einheiten der Artillerie. Ab 1933 hatte er eine wichtige leitende Funktion im Verteidigungsministerium, am 1. Juli 1934 wurde Šára zum Brigadegeneral befördert. Nach 1937 bekleidete er eine Position im Verwaltungsrat der Waffenwerke Zbrojovka Brno.
Nach der Besetzung des Landes durch die Wehrmacht und der Ausrufung des Protektorats Böhmen und Mähren schloss sich Václav Šára der Widerstandsorganisation Obrana národa an. Nach der Verhaftung des Generals und ersten Landesbefehlshabers für Böhmen dieser Widerstandsgruppe Hugo Vojta am 13. Februar 1940 leitete Šára die Operationen der Obrana národa in Böhmen. Im September 1941 wurde er durch die Gestapo verhaftet. Nach der Erklärung des Standrechts am 28. September 1941 wurde er durch eine Anordnung des neuen Reichsprotektors Heydrich zusammen mit anderen zum Tode verurteilt. Das Urteil wurde am 1. Oktober 1941 vollstreckt.

## Auszeichnungen
- Tschechoslowakisches Kriegskreuz 1914–1918
- Tschechoslowakische Revolutionsmedaille
- Tschechoslowakische Siegesmedaille 1918
- Croix de guerre avec palme
- Orden der Krone von Rumänien (Ordinul Coroana Romăniei eu  spade  in  gradul  Comandor  cu  paglica  de  Virtute  Militara)
- La  Croce  al  Merito  di  Guerra
- Russischer Orden des Heiligen Georg
- Tschechoslowakisches Kriegskreuz 1939 in memoriam